# The Straight Story
The Straight Story (Una historia sencilla en Argentina y Chile y Una historia verdadera en España) es una película de carretera de 1999 dirigida por David Lynch. La película fue editada y producida por Mary Sweeney, socia y colaboradora de Lynch en muchos de sus proyectos, que coescribió el guion con John E. Roach. La película está basada en la historia real del viaje de 1994 de Alvin Straight a través de Iowa y Wisconsin en una cortadora de césped, falleciendo tres años después de hacer el viaje en el que se centra el film.
The Straight Story fue lanzada por Walt Disney Pictures en Estados Unidos y fue un éxito de crítica, aunque la recaudación resultó menor de lo esperado. Los críticos elogiaron la intensidad de las actuaciones de los personajes, en particular el diálogo realista que el crítico de cine Roger Ebert comparó con las obras de Ernest Hemingway. Recibió una nominación a la Palma de Oro en el Festival de Cine de Cannes de 1999 y Farnsworth recibió una nominación al Premio de la Academia al Mejor Actor.

## Sinopsis
Alvin Straight (Richard Farnsworth) es un anciano que vive en Iowa con su hija Rose (Sissy Spacek), que tiene una discapacidad intelectual; además de sufrir un enfisema y pérdida de visión, tiene graves problemas de cadera que casi le impiden permanecer de pie. Cuando recibe la noticia de que su hermano Lyle (Harry Dean Stanton), con el que está peleado desde hace diez años, ha sufrido un infarto, a pesar de su precario estado de salud, decide ir a verlo a Wisconsin. Para ello tendrá que recorrer unos 500 kilómetros, y lo hace en el único medio de transporte del que dispone: una cortadora de césped.

## Argumento
Alvin Straight (Richard Farnsworth) no se presenta a su reunión habitual en el bar con amigos y lo encuentran tirado en el piso de su cocina. Su hija, Rose (Sissy Spacek), lleva a su padre reacio a ver a un médico, quien advierte severamente a Alvin que deje el tabaco y use un andador. Alvin se niega y en su lugar opta por usar dos bastones.
Alvin se entera de que su hermano, Lyle (Harry Dean Stanton), ha sufrido un derrame cerebral. Anhelando visitarlo, pero incapaz de conducir, Alvin desarrolla un plan para viajar a Mount Zion, Wisconsin, en su cortadora de césped, llevando un pequeño remolque de viaje casero en el camino. Esto despierta dudas y preocupaciones en su familia, amigos y vecinos.
El primer intento de Alvin falla: después de experimentar dificultades para arrancar el motor de la vieja segadora, no llega muy lejos antes de que la máquina se rompa. Alvin hace los arreglos para que su cortadora de césped sea transportada de regreso a casa en un camión de plataforma, donde saca sus frustraciones en la cortadora de césped con un disparo de escopeta. En el concesionario John Deere, compra un tractor cortacésped usado cuya transmisión aún está intacta desde 1966.
Al costado de la carretera, Alvin pasa a una joven autoestopista que luego se acerca a su fogata y le dice que no puede conseguir que la lleven. Hablando, Alvin deduce que está embarazada y se ha escapado de casa. Alvin le habla de la importancia de la familia al describirle cómo un manojo de ramas juntas son difíciles de romper en comparación con una sola. Al día siguiente, Alvin sale del tráiler y descubre que ella le dejó un manojo de pequeñas ramas atadas. Más tarde, un gran grupo de ciclistas pasa rápidamente junto a él. Llega al campamento de ciclistas y es recibido con aplausos. Esa noche, habla con un par de ciclistas amistosos alrededor de la fogata sobre el envejecimiento.
Al día siguiente, Alvin está preocupado por los enormes camiones que lo pasan. Luego interactúa con una mujer angustiada que ha golpeado a un ciervo y que está muy molesta por el hecho de que continuamente golpea a los ciervos mientras viaja por esa parte de la carretera, sin importar cuánto intente evitarlos. Ella se aleja con lágrimas en los ojos, y Alvin, que ha empezado a quedarse sin comida, cocina y se come al ciervo. Monta las astas sobre la puerta trasera de su remolque como tributo al ciervo y al sustento que le proporcionó. Los frenos de Alvin fallan mientras desciende por una colina empinada; lucha por mantener el control del tractor a alta velocidad y finalmente logra detener el vehículo por completo. Un hombre llamado Danny (James Cada) ayuda a Alvin a sacar su podadora y su remolque de la carretera principal y descubren que la podadora tiene problemas de transmisión.
Ahora que comienza a quedarse sin efectivo, Alvin le pide prestado un teléfono inalámbrico a Danny, rechazando suavemente una invitación para entrar en casa, y llama a Rose para pedirle que le envíe su cheque del seguro social. Deja dinero en la puerta para pagar su llamada telefónica. Danny le ofrece a Alvin llevarlo hasta la casa de Lyle, pero Alvin se niega, afirmando que prefiere viajar a su manera. Verlyn (Wiley Harker), un anciano veterano de guerra, lleva a Alvin a la ciudad a tomar una copa. Aunque Alvin no bebe alcohol, pide un vaso de leche y los dos hombres intercambian historias traumáticas sobre sus experiencias en la Segunda Guerra Mundial luchando contra los alemanes.
El tractor de Alvin está arreglado, y los mecánicos, que son gemelos y están constantemente discutiendo, le dan una factura con un precio bastante alto. Alvin negocia con éxito el precio y explica su misión de ayudar a su hermano. Los gemelos parecen relacionarse con la lucha de Alvin. Alvin cruza el río Misisipi y acampa en un cementerio. Charla con un sacerdote católico que reconoce el nombre de Lyle y es consciente de su derrame cerebral. El sacerdote dice que Lyle no mencionó que tenía un hermano. Alvin responde que todo lo que quiere es hacer las paces con Lyle después de su pelea diez años antes.
Finalmente, al llegar a Mount Zion, Alvin se detiene en un bar para tomar una cerveza: su primera copa en años. Le pregunta al camarero cómo llegar a la casa de Lyle. Alvin experimenta problemas con el motor a solo unas millas de la casa de Lyle y se detiene en medio de un camino rural de tierra. Un gran tractor agrícola que pasa por allí se detiene para ayudar y luego abre el camino para asegurarse de que Alvin llegue a su destino.
Cuando llega, Alvin encuentra la casa en ruinas. Llama a su hermano. Usando dos bastones, Alvin se dirige a la puerta. Lyle invita a Alvin a sentarse en el porche. Lyle mira con lágrimas en los ojos el artilugio tractor-cortacésped de Alvin y le pregunta si Alvin se había venido desde lejos en el tractor solo para verlo. Alvin simplemente responde: "Lo hice, Lyle". Los dos hombres se sientan juntos en silencio y contemplan las estrellas.

## Reparto
- Richard Farnsworth como Alvin Straight
- Sissy Spacek como Rose Straight
- Harry Dean Stanton como Lyle Straight
- Jane Galloway Heitz como Dorothy
- Joseph Carpenter como Bud
- Donald Wiegert como Sig
- Ed Grennan como Pete
- Jack Walsh como Apple
- James Cada como Danny Riordan
- Wiley Harker como Verlyn Heller
- Kevin Farley como Harald Olsen
- John P. Farley como Thorvald Olsen
- Anastasia Webb como Crystal (la fugitiva que hace autostop)
- Barbara E. Robertson como la mujer en la carretera que choca al ciervo
- John Lordan como un sacerdote
- Everett McGill como Tom
- Dan Flannery como Doctor Gibbons

## Producción
The Straight Story se rodó de forma independiente a lo largo de la ruta por donde Alvin Straight realmente pasó, y todas las escenas se rodaron en orden cronológico. David Lynch luego llamaría a esta "mi película más experimental". 
The Straight Story fue adquirida por Walt Disney Pictures en Estados Unidos después de un exitoso debut en Cannes y la MPAA le otorgó una calificación G, apta para todo público (la única película de Lynch que recibió tal calificación). También es la única película de Lynch en la que el mismo Lynch no contribuyó al guion (aunque fue coescrito por su asociada, Mary Sweeney). Como ocurre con muchas de las películas de Lynch, no tuvo marcadores de capítulo en el lanzamiento del DVD original de América del Norte, porque Lynch quiere que la película se vea en su totalidad.
Durante la producción, Richard Farnsworth desarrolló una enfermedad terminal con cáncer de próstata metastásico que se había extendido a sus huesos. La parálisis de sus piernas como se muestra en la película era real. Tomó el papel por admiración hacia Alvin Straight y asombró a sus compañeros de trabajo con su tenacidad durante la producción. Farnsworth se suicidó al año siguiente, a la edad de 80 años, cuando le quedaba poco tiempo de vida.

### Música
La partitura musical de The Straight Story fue compuesta por Angelo Badalamenti, continuando una colaboración de más de 13 años con Lynch que comenzó con Blue Velvet. El álbum de la banda sonora fue lanzado el 12 de octubre de 1999 por Windham Hill Records. 
Toda la música fue compuesta y dirigida por Angelo Badalamenti.
Lista de temas
1. "Laurens, Iowa"
2. "Rose's Theme"
3. "Laurens Walking"
4. "Sprinkler"
5. "Alvin's Theme"
6. "Final Miles"
7. "Country Waltz"
8. "Rose's Theme (Variation)"
9. "Country Theme"
10. "Crystal"
11. "Nostalgia"
12. "Farmland Tour"
13. "Montage"

## Recepción
The Straight Story fue aclamada por la crítica en su lanzamiento, y los críticos elogiaron el tema poco característico de Lynch. Entertainment Weekly la describió como una "pieza celestial de Americana". The Chicago Tribune escribió sobre la película: "Vemos algo que las películas de estudio estadounidenses por lo general no nos dan: la belleza simple y sin sentimentalismos del paisaje rural del Medio Oeste estadounidense". 
En el agregador de reseñas Rotten Tomatoes, la película tiene una calificación de aprobación del 95% basada en 102 reseñas, con una calificación promedio de 8.1/10. El consenso crítico del sitio web dice: "Con actuaciones sólidas y el director David Lynch a la cabeza, The Straight Story pasa por senderos sentimentales en su viaje por el corazón de Estados Unidos". En Metacritic, la película tiene una puntuación de 86 sobre 100, basada en 32 críticos, lo que indica "aclamación universal". AllMovie, por su parte, escribió: "David Lynch ofrece un enfoque inusualmente sencillo y cálidamente sentimental de su material en esta película", llamándola "una de sus mejores películas". 
El crítico Roger Ebert le dio a la película cuatro de cuatro estrellas, la primera crítica positiva que le había hecho a una película de Lynch. Escribió: "La película no se trata solo de la odisea del viejo Alvin Straight a través de los tranquilos pueblos y distritos rurales del Medio Oeste, sino de la gente que encuentra para escucharlo y cuidarlo".

## Premios y nominaciones

### Premios Óscar
| Categoría   | Receptor/a         | Resultado |
| ----------- | ------------------ | --------- |
| Mejor actor | Richard Farnsworth | Candidato |

### Medallas del Círculo de Escritores Cinematográficos de 2000[2]
| Categoría                 | Resultado |
| ------------------------- | --------- |
| Mejor película extranjera | Ganadora  |

### Festival de Cannes
| Categoría    | Resultado |
| ------------ | --------- |
| Palma de Oro | Nominada  |

### Premios Globo de Oro
| Categoría          | Receptor/a         | Resultado |
| Mejor Actor        | Richard Farnsworth | Nominado  |
| Mejor Banda Sonora | Angelo Badalamenti | Nominado  |
| ------------------ | ------------------ | --------- |